# Saint-Longis

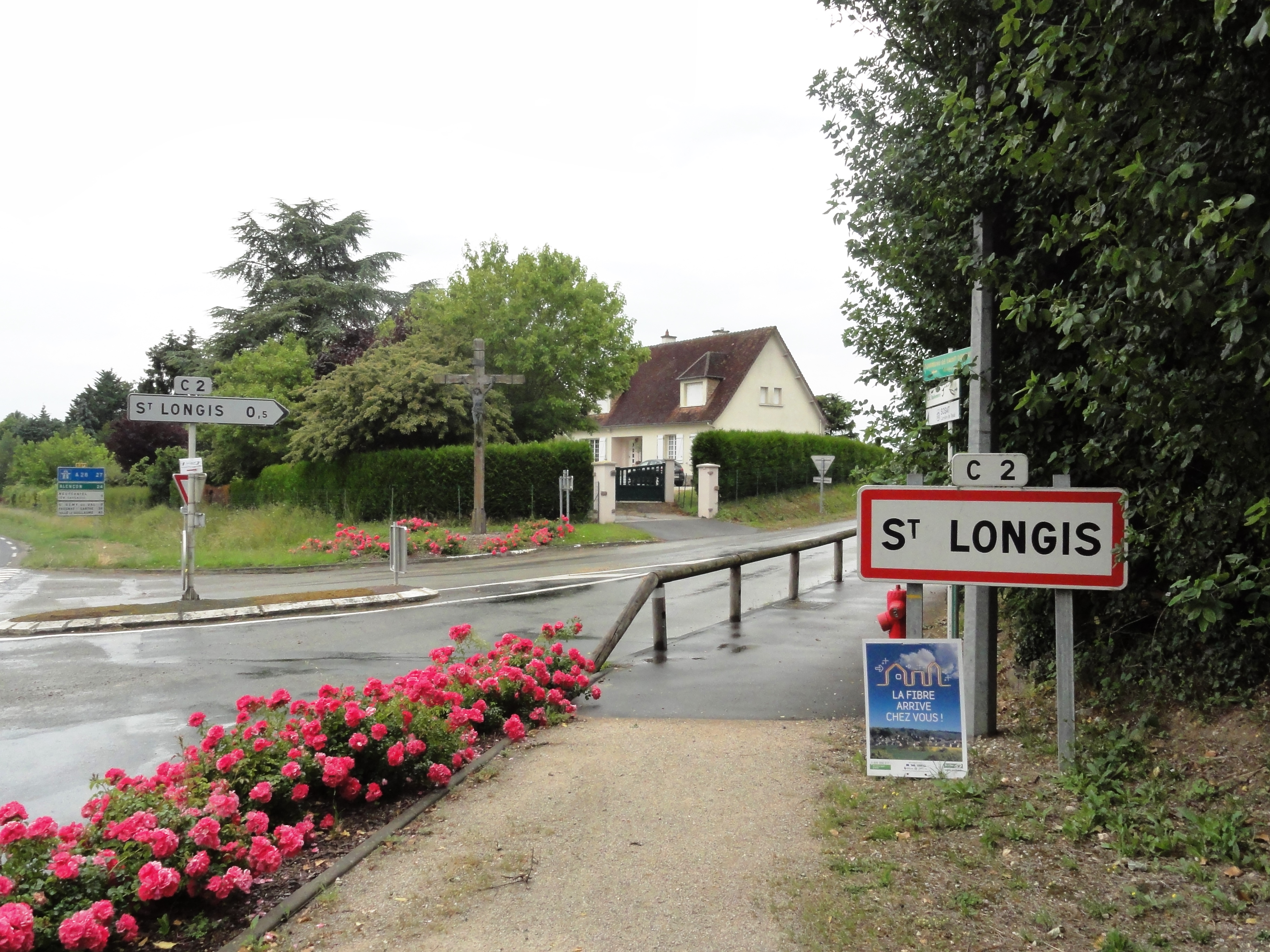
Ortsschild von Saint-Longis

Saint-Longis ist eine französische Gemeinde mit 511 Einwohnern (Stand: 1. Januar 2022) im Département Sarthe in der Region Pays de la Loire; sie gehört zum Arrondissement Mamers und zum Kanton Mamers. Die Einwohner werden Longoniens genannt.

## Geographie
Saint-Longis liegt etwa 40 Kilometer nordnordöstlich von Le Mans. Umgeben wird Saint-Longis von den Nachbargemeinden Aillières-Beauvoir im Norden, Marollette im Nordosten, Mamers im Osten, Saint-Rémy-des-Monts im Südosten, Pizieux im Süden, Saosnes im Süden und Südwesten, Panon im Südwesten, Vezot im Westen sowie Villaines-la-Carelle im Nordwesten. Die Gemeinde gehört zum Regionalen Naturpark Normandie-Maine.

## Bevölkerungsentwicklung
| 1962                      | 1968 | 1975 | 1982 | 1990 | 1999 | 2006 | 2013 |
| ------------------------- | ---- | ---- | ---- | ---- | ---- | ---- | ---- |
| 294                       | 245  | 381  | 471  | 507  | 450  | 485  | 524  |
| Quelle: Cassini und INSEE |      |      |      |      |      |      |      |

## Sehenswürdigkeiten

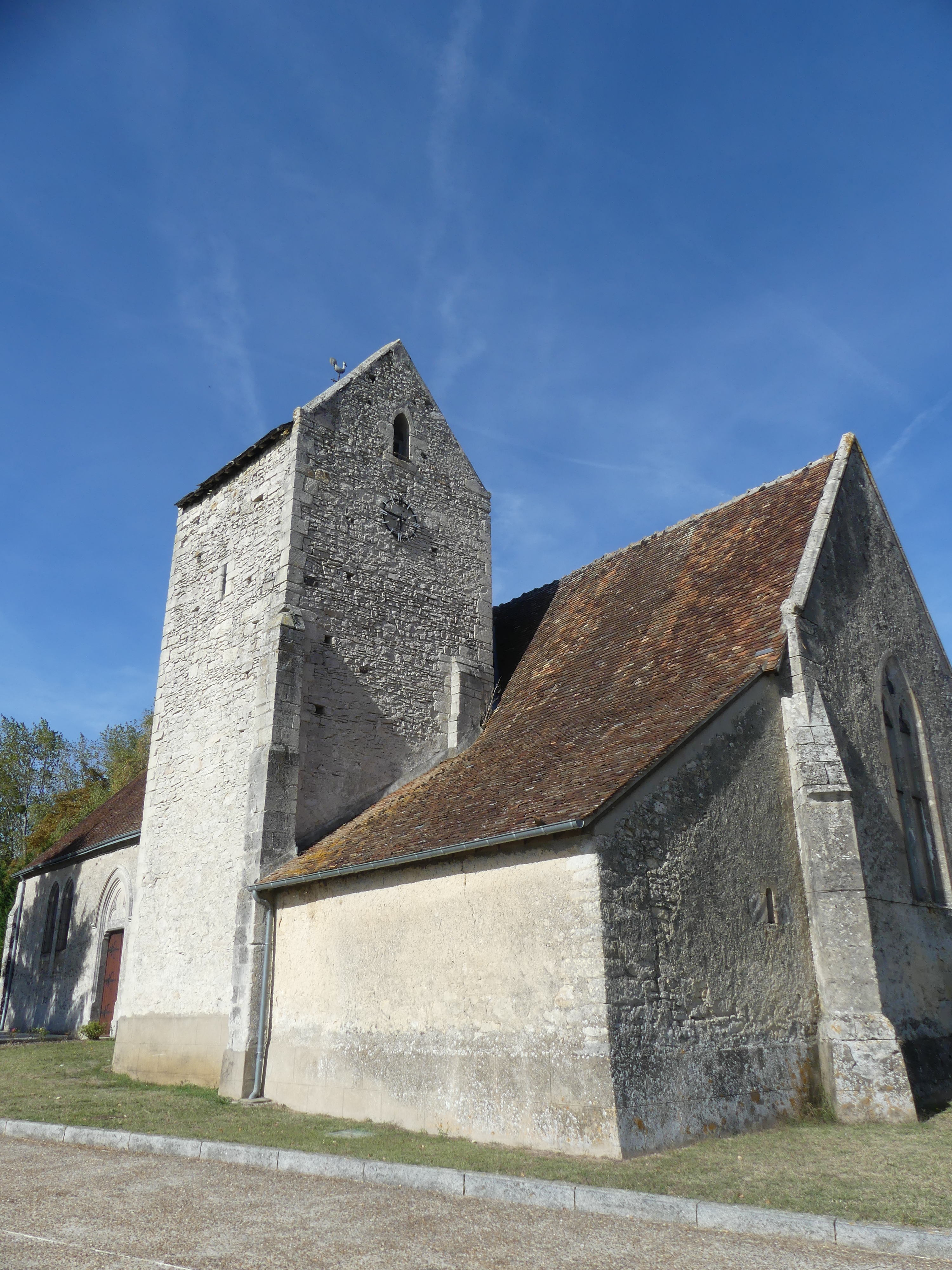
Kirche Saint-Pierre-et-Saint-Longis

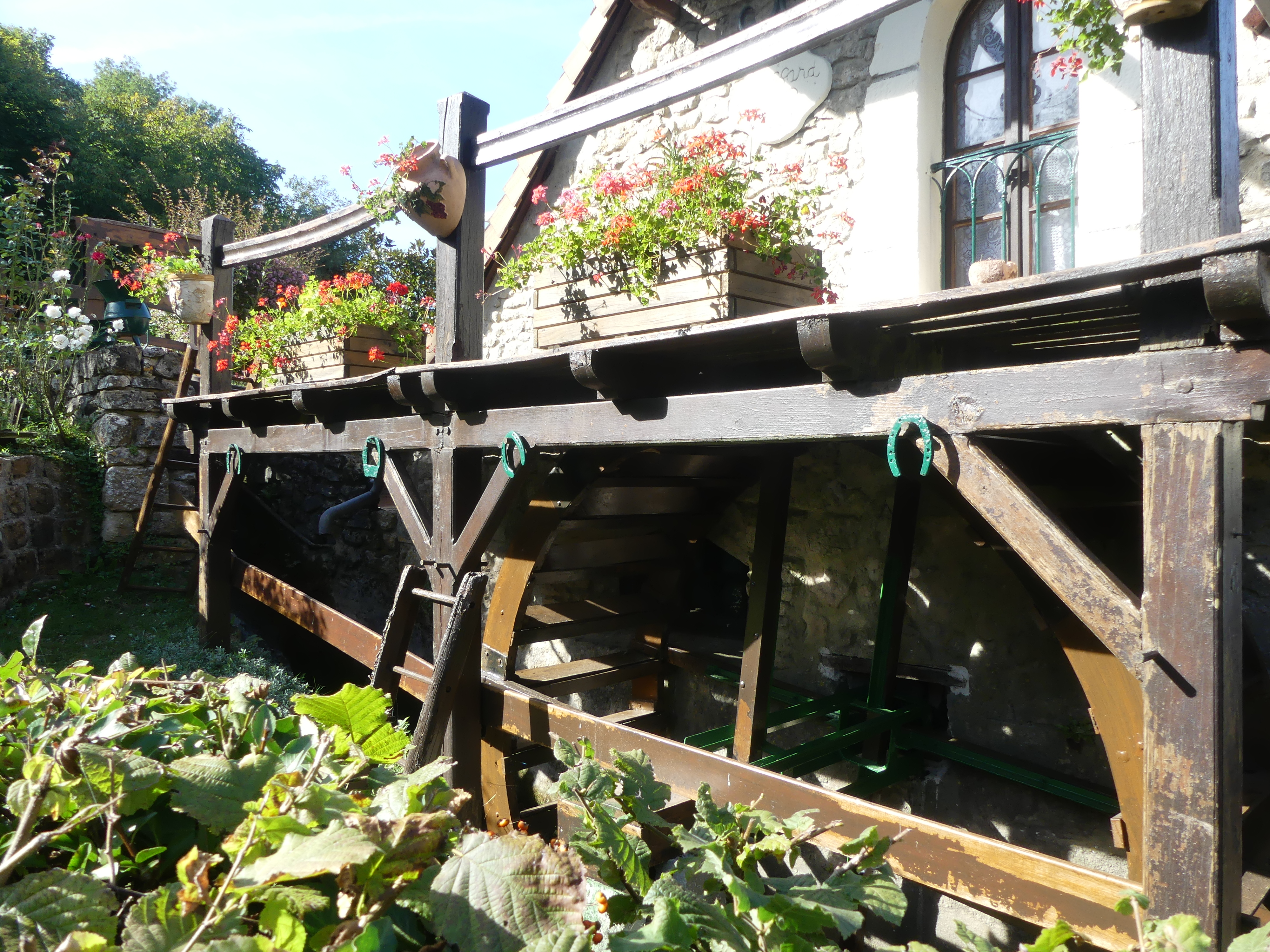
Mühle Fossard

- Kirche Saint-Pierre-et-Saint-Longis aus dem 11. Jahrhundert, Umbauten aus dem 14. und 19. Jahrhundert
- Mühle Fossard aus dem 19. Jahrhundert